# Kana (groupe de reggae)
Pour les articles homonymes, voir Kana (homonymie).
Kana est un groupe de reggae franco-mauritien qui s'est formé en 1997.

## Biographie

### Les débuts
Le groupe se forme en 1997, sur l'île Maurice. Sans tarder, ils enregistrent 7 morceaux, et se nomment Kana, le studio d'enregistrement Capricorne se trouvant au beau milieu d'une plantation de canne à sucre dans le nord de l'île à Pereybere.
En 2000, le groupe participe à une « MCM session », qui lui sert de tremplin. Ce concours lui ouvre les portes de l'Élysée Montmartre, où se déroule un second concours, qu'ils remportent. Le premier prix de ce concours : une participation au Garance Reggae Festival, festival de reggae au Palais omnisports de Paris-Bercy où ils se produisent devant 15 000 personnes. La même année, ils sortent leur premier album studio, éponyme.
La formation menée par Philippe Ripoll dit « Zip » s’illustre surtout en 2002 avec le single Plantation et 350 000 exemplaires vendus.

### Deuxième album: "Entre frères"
Alors que le groupe sort un deuxième album prometteur, Entre frères, il doit faire face à un événement qui manque de stopper net sa carrière.

#### "Plantation" et un procès pour plagiat
En effet, le groupe Kana, et plus particulièrement le chanteur Philippe Ripoll qui maintient avoir écrit la chanson, sont alors attaqués pour plagiat par le musicien congolais Georges Mwanangele, connu à Genève par nom de scène George King, qui réclame la paternité de cette chanson. Kana perd le procès et le groupe est condamné à verser à G. Mwanangele 150 000 euros de dommages et intérêts qu'ils ne verseront jamais,. L'affaire aurait pu faire voler le groupe en éclat mais les membres restent soudés et décident de faire appel de cette décision. En août 2007, une audience a lieu mais les accusés du groupe Kana ne se présentent pas, l'audience est donc reportée. Georges Mwanangele, installé en Suisse (Genève) depuis les années 1970, décède, en octobre 2007 à 59 ans, seul dans son studio genevois, et sans descendance connue. L'action en justice se retrouve donc suspendue au profit du groupe franco-mauritien.

### Troisième album: "Les fous, les savants et les sages"
Malgré l'affaire judiciaire en cours, Le groupe Kana se consolide et sort un troisième album  en mars 2008 : Les fous, les savants et les sages. À la fin du premier trimestre 2009, les ventes de cet album ont dépassé les 10 000 exemplaires. Le groupe entreprend alors une tournée qui les emmène dans tous les coins de France, dans les grandes salles mais aussi les plus petites. Le groupe fait également une apparition au festival de reggae allemand, le Chiemsee Reggae Festival en 2008, et participe notamment au plateau avec Nneka. En 2009, le groupe continue de présenter son travail en France, le blog Myspace du groupe annonce des concerts au Würzburg festival, à Monaco pour la fête de la musique, au Montreux Jazz Festival et en Pologne au mois d'août.
À l'occasion d'une annonce radio, le groupe annonce qu'il sera « sur la route » jusqu'en novembre 2009. Ensuite, Kana entre en studio pour l'enregistrement du quatrième album studio.

## Membres
- Philippe Ripoll dit "Zip" : chant lead, guitare rythmique, composition
- Arthur Romijn : guitare lead
- Mathias Dessagne : trompette, chœur, arrangements
- Brice Ahodan : basse
- Alex Chonville : batterie, percussions
- Victor Vagh : clavier, mélodica
- Pascal Chaune dit "Skalpa" : saxophone ténor, chœur